# Petroselinum crispum
A Petroselinum crispum az ernyősvirágzatúak (Apiales) rendjébe, ezen belül a zellerfélék (Apiaceae) családjába tartozó faj.
Nemzetségének a típusfaja.

## Előfordulása
A Petroselinum crispum eredeti előfordulási területe Délkelet-Európa és az afrikai Marokkó. Európa területén, Görögországban és az egykori jugoszláv államok területén őshonos növényfaj. Fűszer- és zöldségnövényként az ember világszerte termeszti. Néhol az új élőhelyein vadonnövő állományokat hozott létre; ilyen helyek: az egész Európa - kivéve Hollandiát, Izlandot, Finnországot és az ettől északkeletre eső térséget -, Afrika legészakibb és legdélibb térségei, Közép-Ázsia és Izrael, valamint Dél-Amerika déli fele és északnyugati része. Közép-Amerikában és a Karib-térségben elszórtan található meg.

## Alfaja és termesztett változatai
- Petroselinum crispum subsp. giganteum (Pau) Dobignard

- fodros metélőpetrezselyem (Petroselinum crispum var. crispum) - az utóbbi években a kertekben gyorsan terjed. Gyökerei elágazóak és tömegük jelentéktelen. Annál értékesebb viszont a lombja, amit folyamatos szedés mellett is állandóan fejleszt a növény. A kertben áttelelve kora tavasszal friss, jóízű leveleket hajt, ezeket addig lehet szedni, amíg az új vetés megerősödik. Íze azonban nem olyan intenzív, mint a gyökérpetrezselyemé. Júniusban a tavalyi vetésű növények magszárba mennek. Zöldségágyak, sőt virágágyak szegélyezésére is lehet ültetni, így egyidejűleg díszít és hasznot is hoz. Legismertebb fajtája a mohafodrozatú metélőpetrezselyem, amelynek a neve nagyon találó: levelei fodrozottak, csipkés szélűek, halványzöldek.
- sima levelű metélőpetrezselyem (Petroselinum crispum var. neapolitanum) - az előbbinél sötétebb, sima levelei vannak, amelyek jóval erősebb aromával rendelkeznek.
- gyökérpetrezselyem (Petroselinum crispum var. tuberosum) - erős, húsos karógyökeret fejleszt, amely csak kedvezőtlen talajviszonyok között ágazik el. Zöld leveleit a levélpetrezselymekhez hasonlóan ételízesítésre használják fel.

## Megjelenése
Ez a növényfaj a mérsékelt övben kétéves, míg a trópusokon és szubtrópusokon, csak egyéves. A kétéves területein, az első évben tőlevélrózsaszerűen növeszti leveleit és létrehozza az ehető gyökerét, amelyben tárolja a telet túlélő tápanyagait; a második évben pedig virágzik és terem. A levele akár 10-25 centiméteres is lehet, ez pedig 1-3 centiméter hosszú három levélkére oszlik; a levélkék szélei tovább oszlanak innen a fodros neve. A virágzó szára 75 centiméter hosszú, rajta ernyős, 3-10 centiméter széles virágzat ül. A virágzatot apró, csak 2 milliméteres sárga vagy sárgászöld virágok alkotják. A magvai tojás alakúak és 2-3 milliméter hosszúak. A Petroselinum crispum magérés után elpusztul.

## Képek

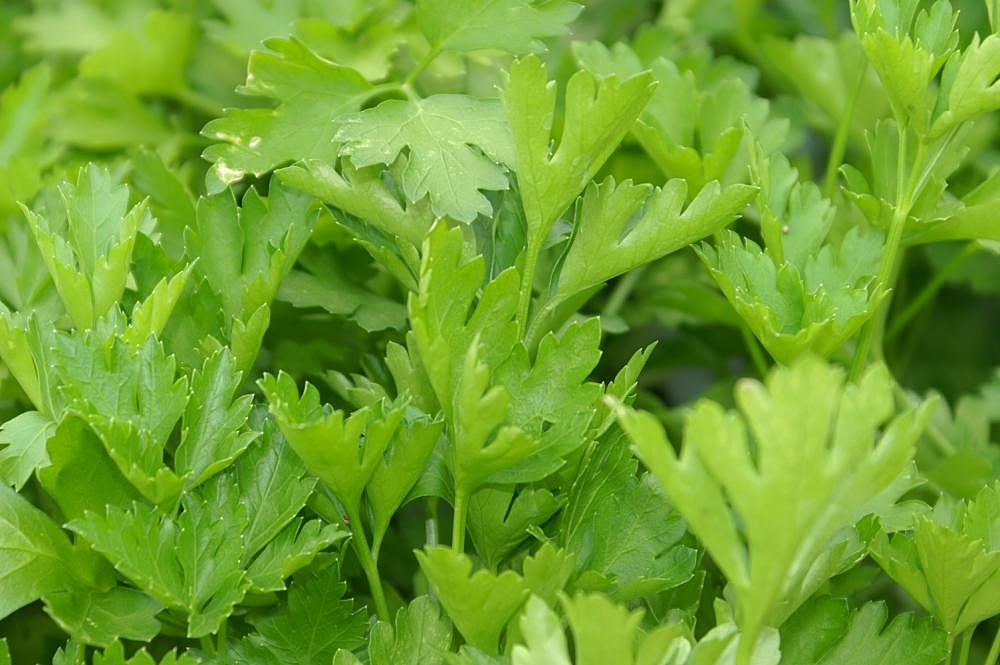
A levelei
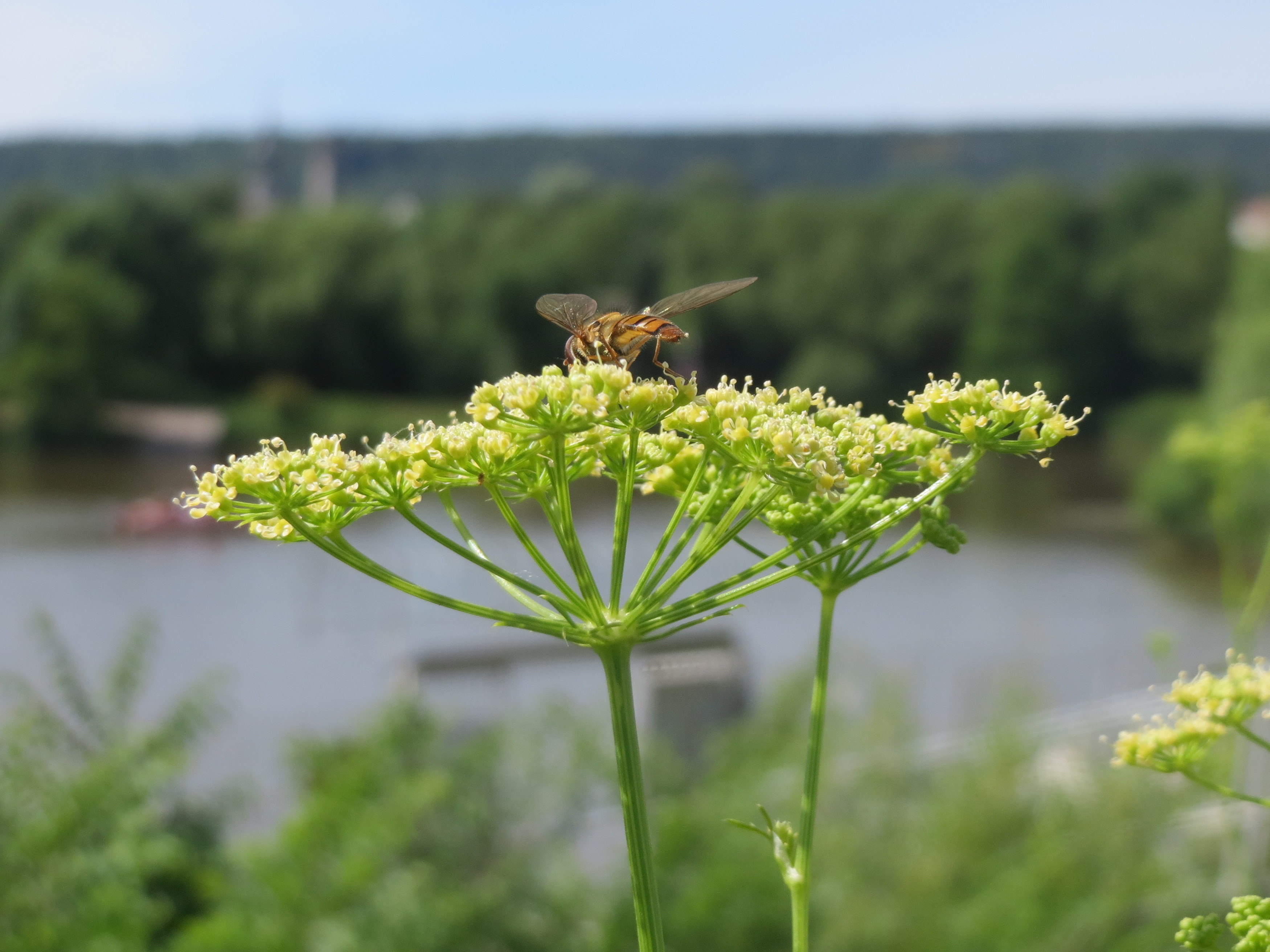
A virágzata
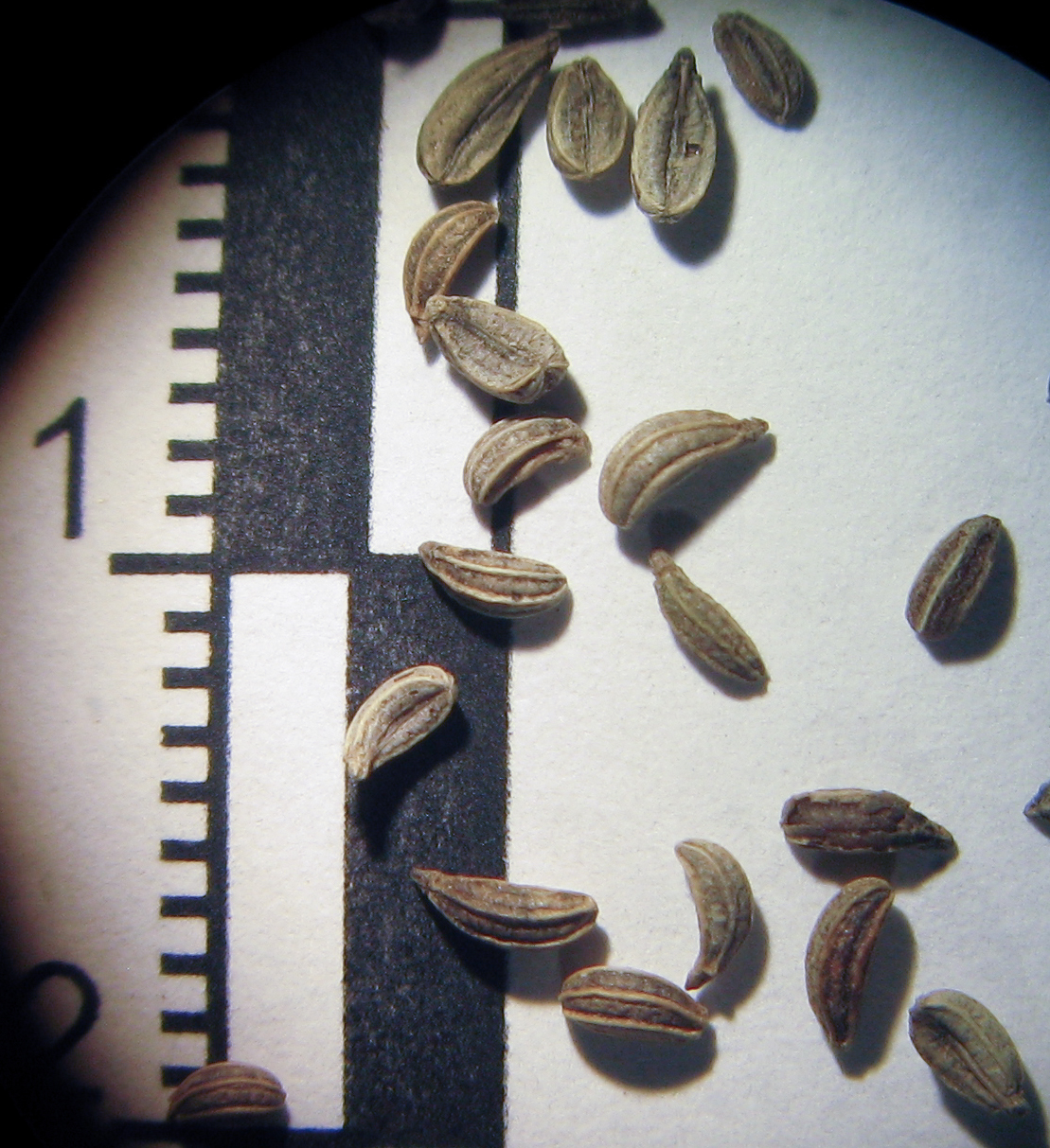
Magvai
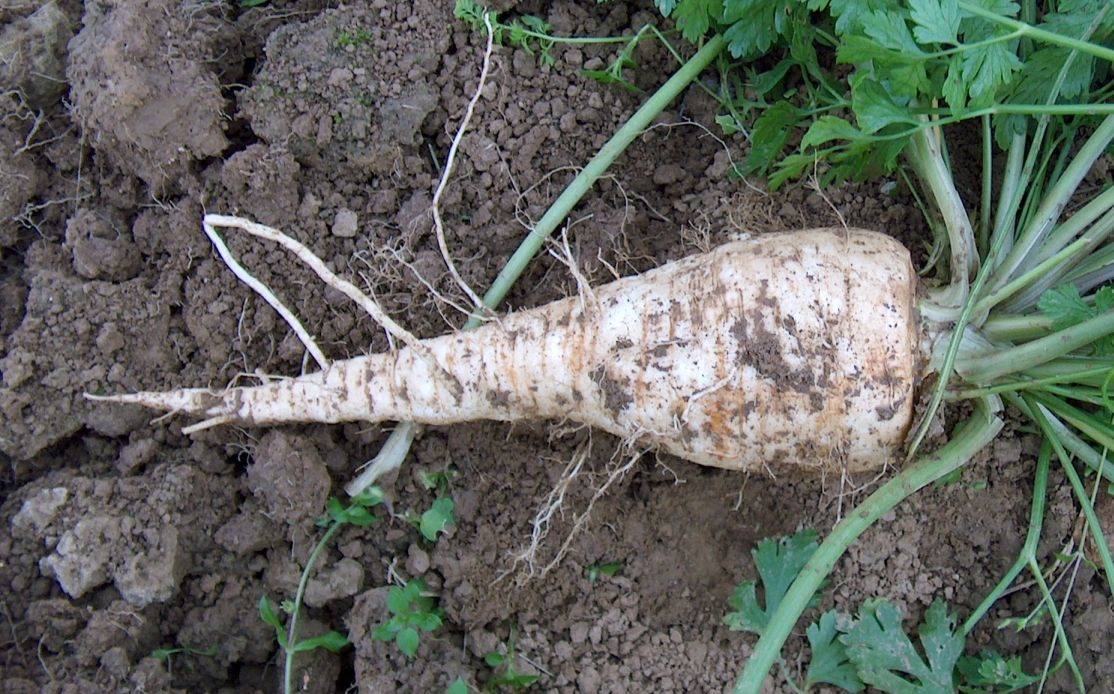
Gyökere és
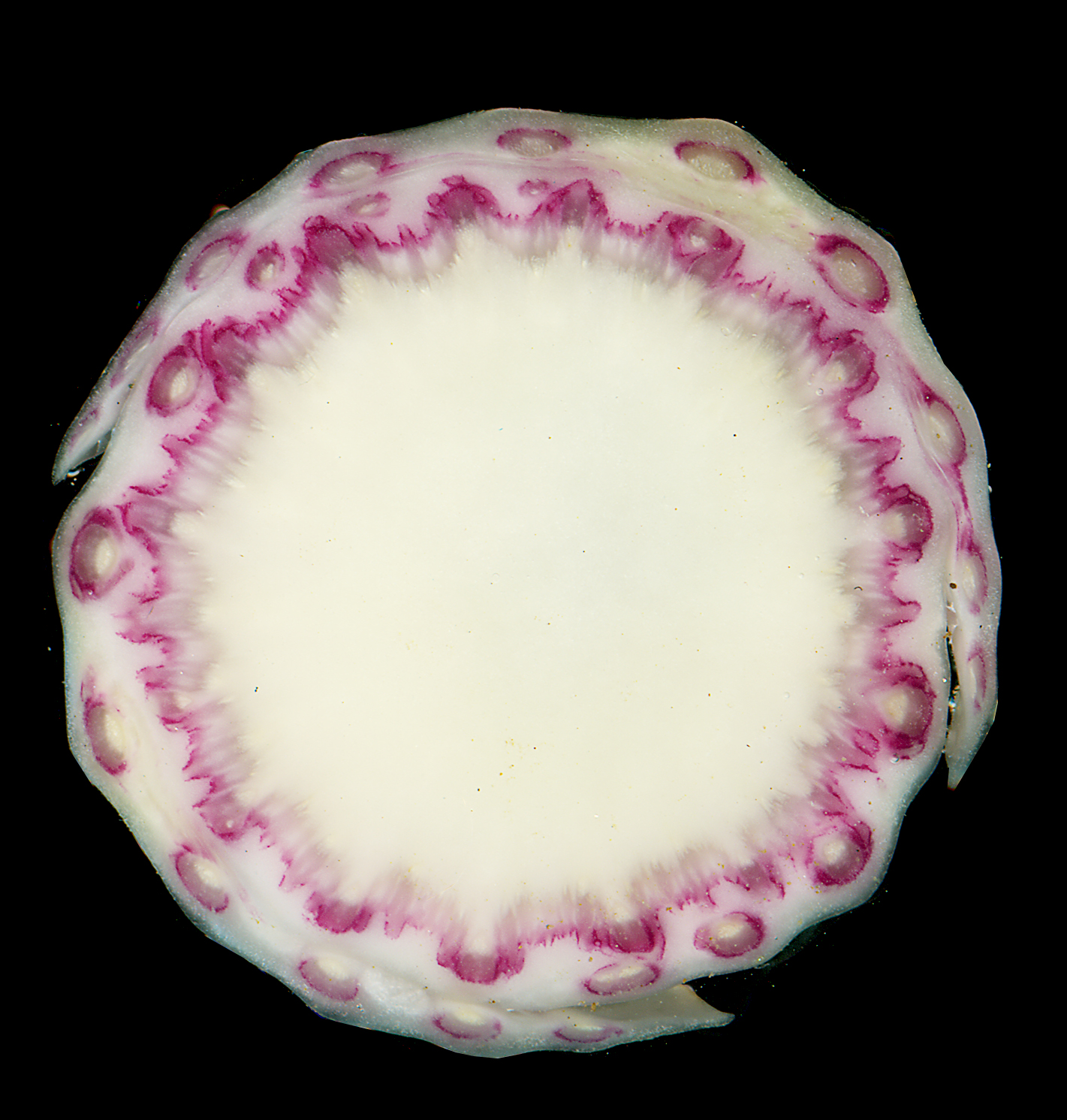
annak keresztmetszete